# Refugi de Sarradets
El refugi de Sarradets també conegut amb el nom de refugi de la Bretxa de Rotllan, es troba a 2.587 m d'altura sota la mítica portella dins el Parc Nacional dels Pirineus francès i prop dels límits del Parc Nacional d'Ordesa i Mont Perdut espanyol. Juntament amb el refugi de Gòriz són els dos punts principals per realitzar l'últim atac als tresmils del sector d'Ordesa. Se situa en la comuna de Gavarnia.

## Característiques
El refugi data del 1956. Va ser construït pel Club Alpí Francès (CAF) del qual depèn encara avui en dia. Està obert des de maig fins al 30 de setembre i disposa de 57 places (30 a la part lliure a l'hivern) i servei de menjars.

## Obres d'ampliació
Des de l'any 2012, amb l'inici de la renovació del sistema de captació d'aigua i el sanejament, el refugi ha estat en obres, tot l'any 2017 el refugi romandrà tancat al públic per acabar les obres d'ampliació i millora, que suposaran passar de 57 a 70 places, i d'una superfície construïda de 170 més de 500 m², i s'espera obrir-lo de nou al públic l'any 2018, amb una inversió de 3,1 milions d'euros.

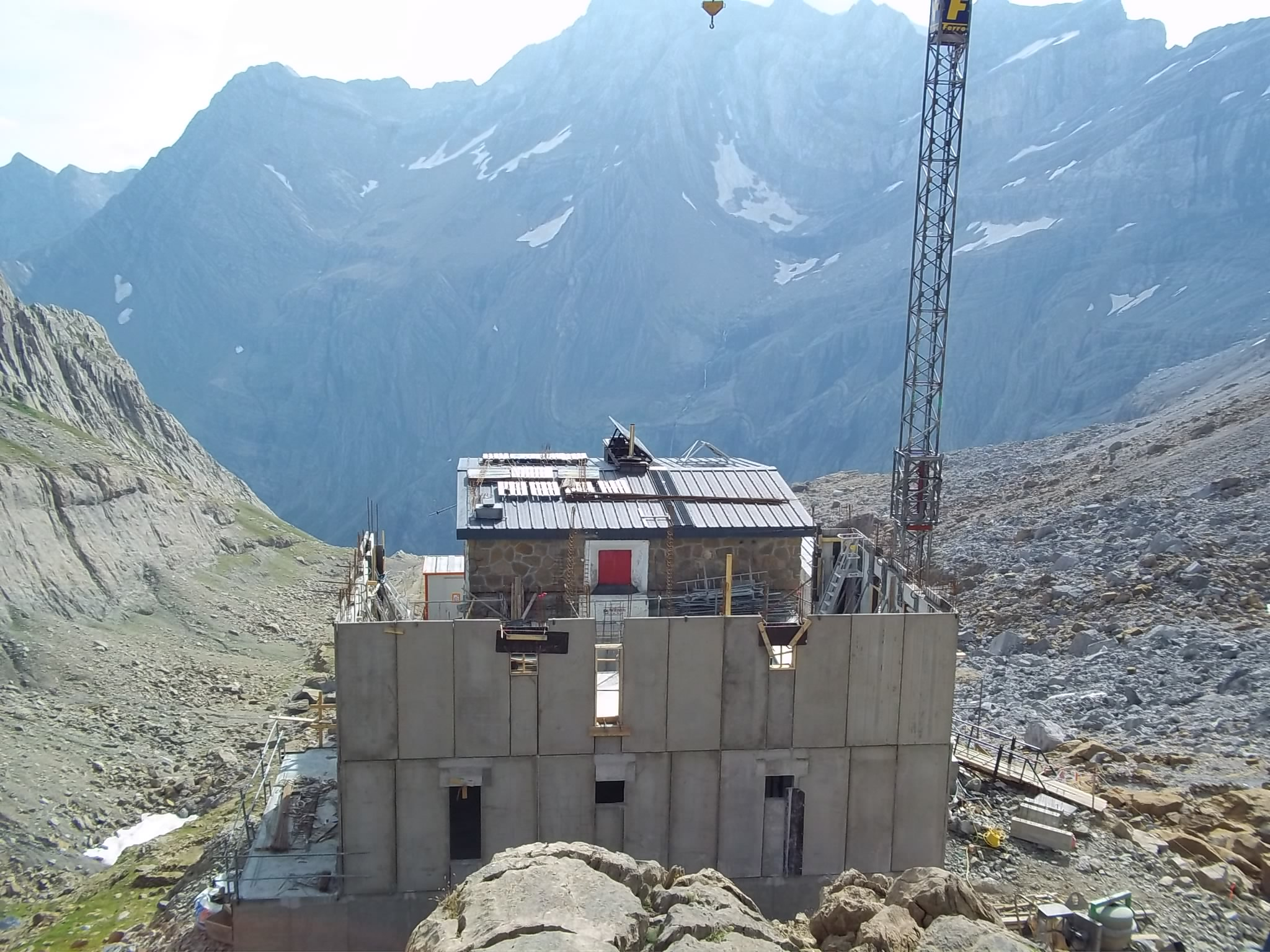
Detall del refugi en obres, al fons el Circ de Gavarnia
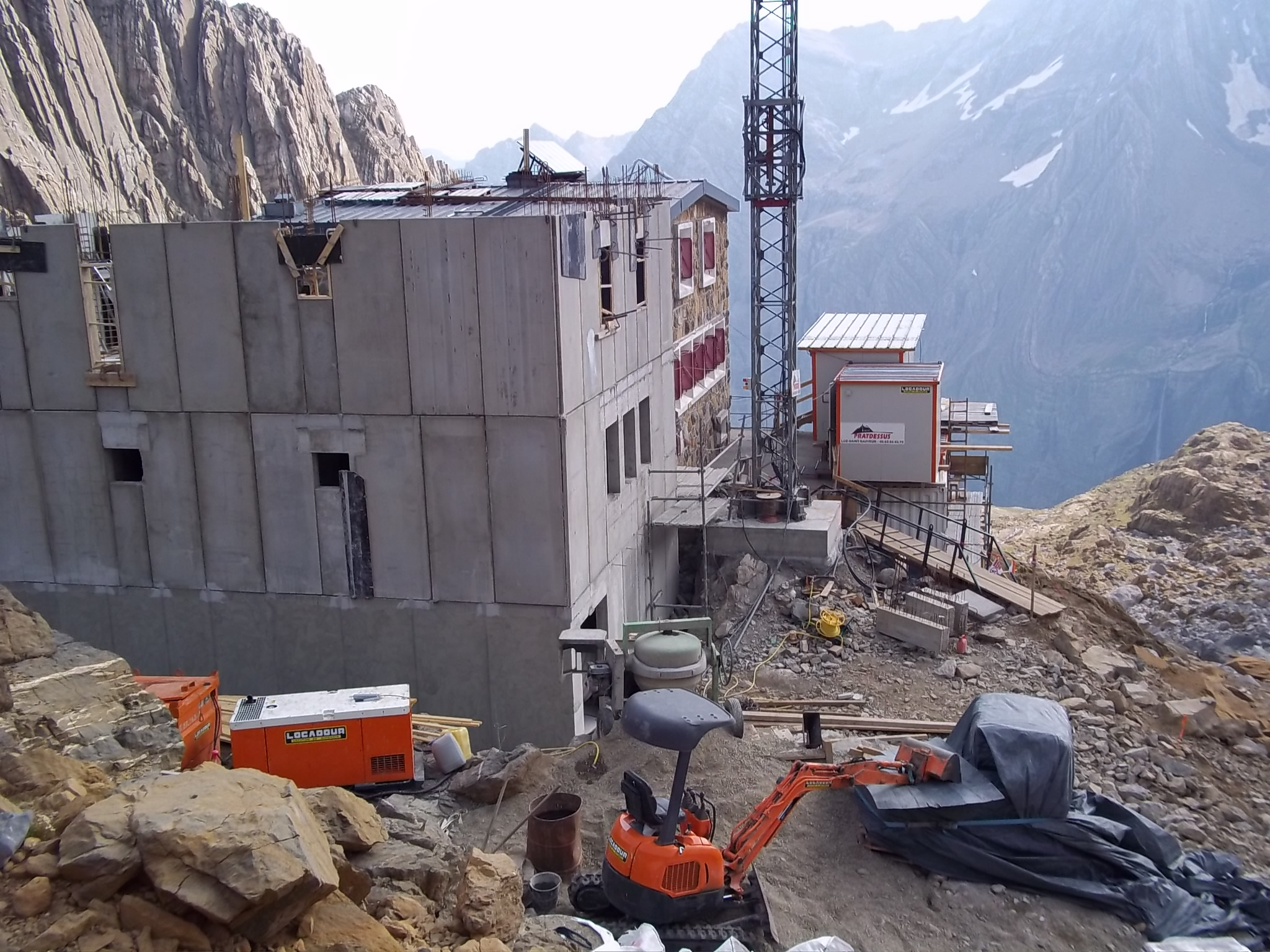
Detall del refugi en obres i maquinària
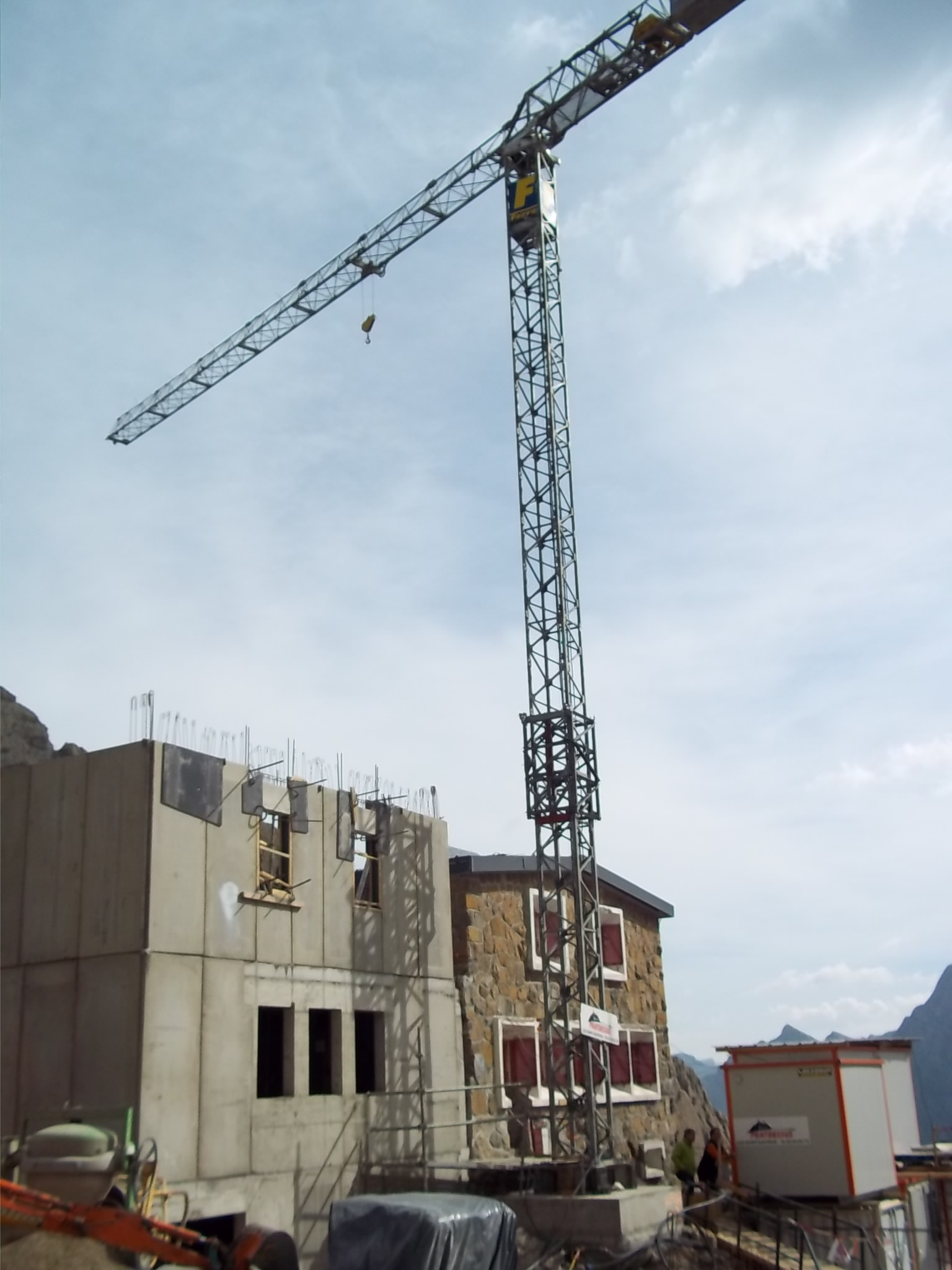
Detall del refugi en obres
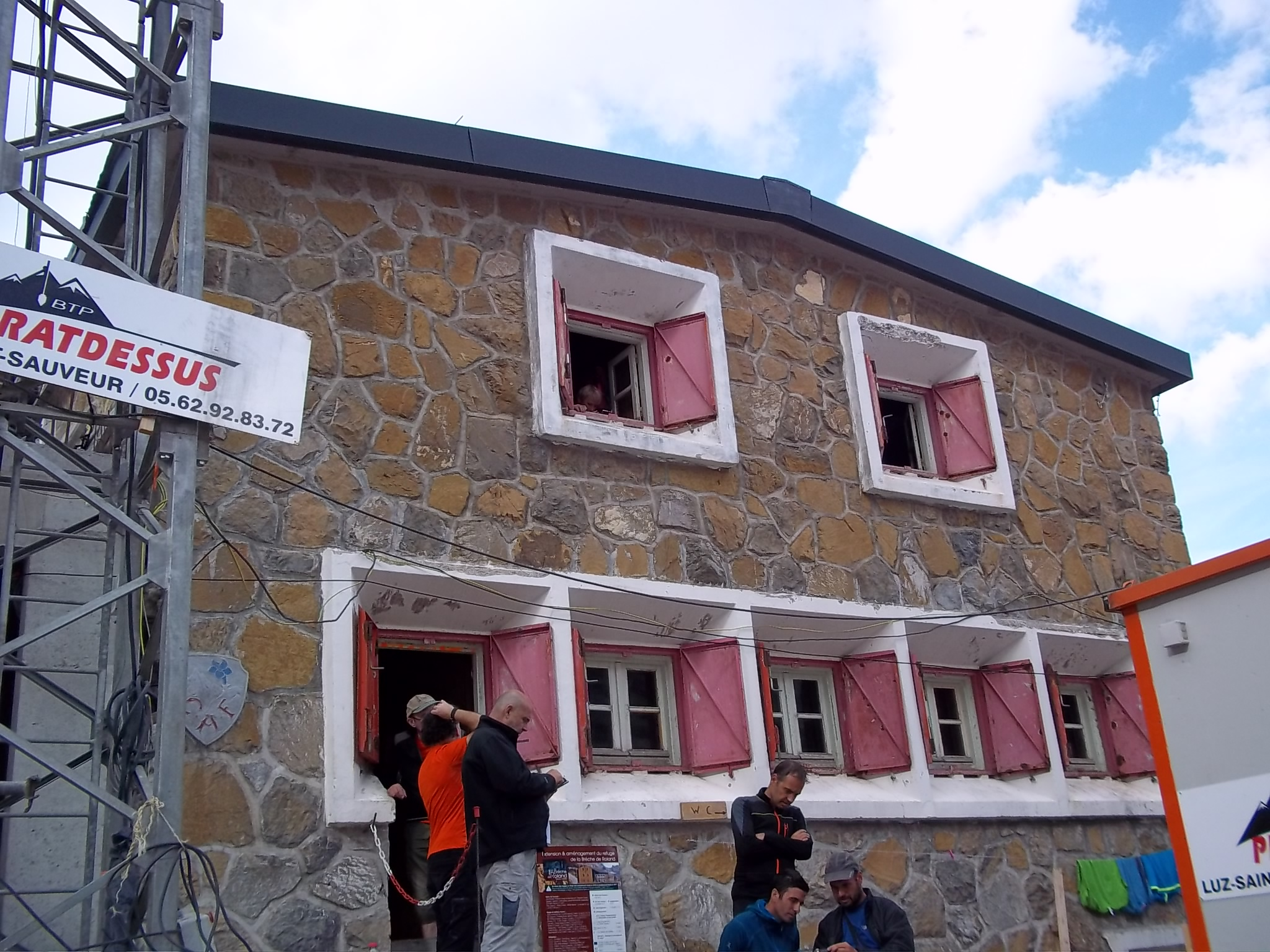
Refugi en obres, façana sud
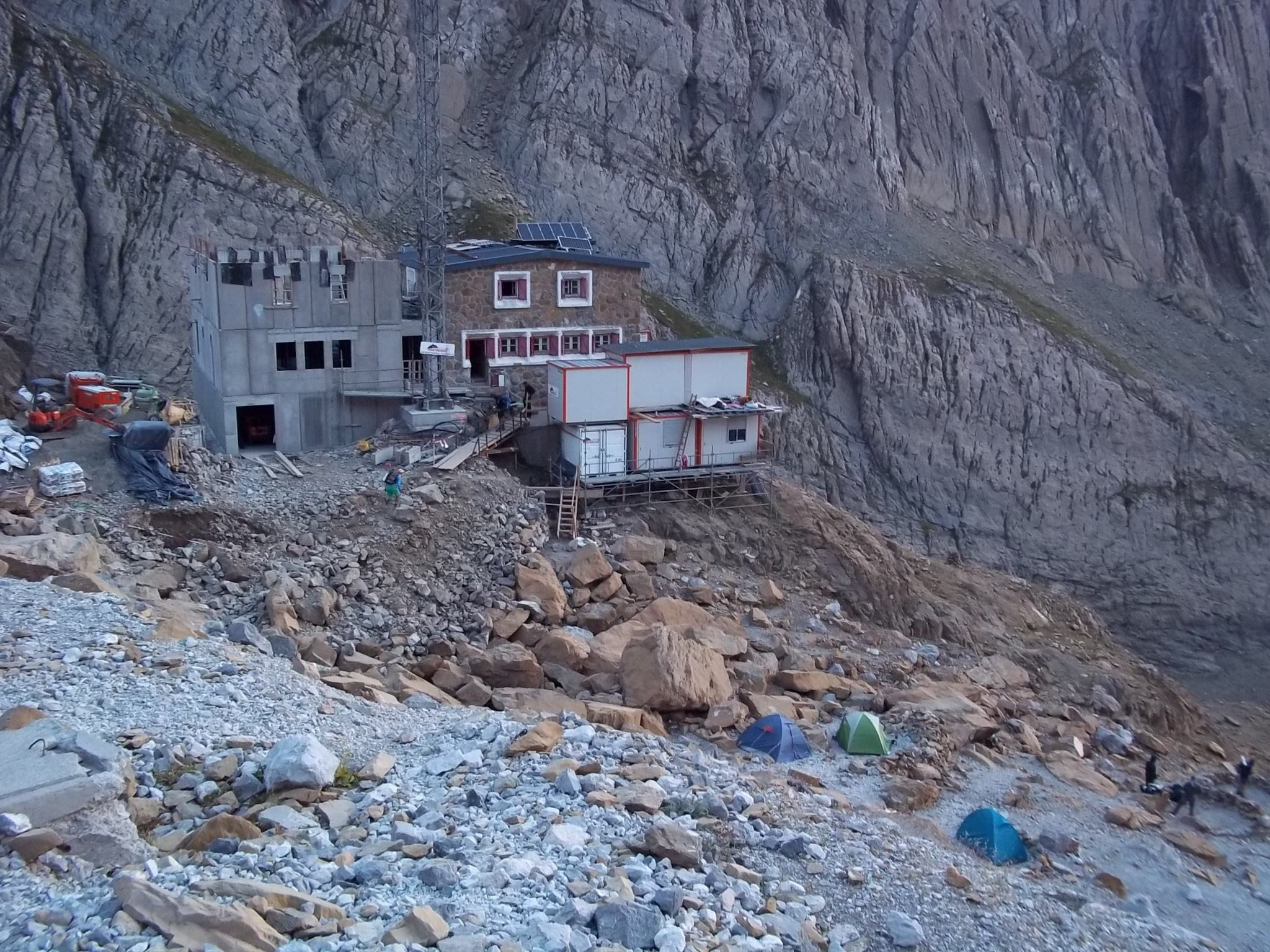
El refugi en obres
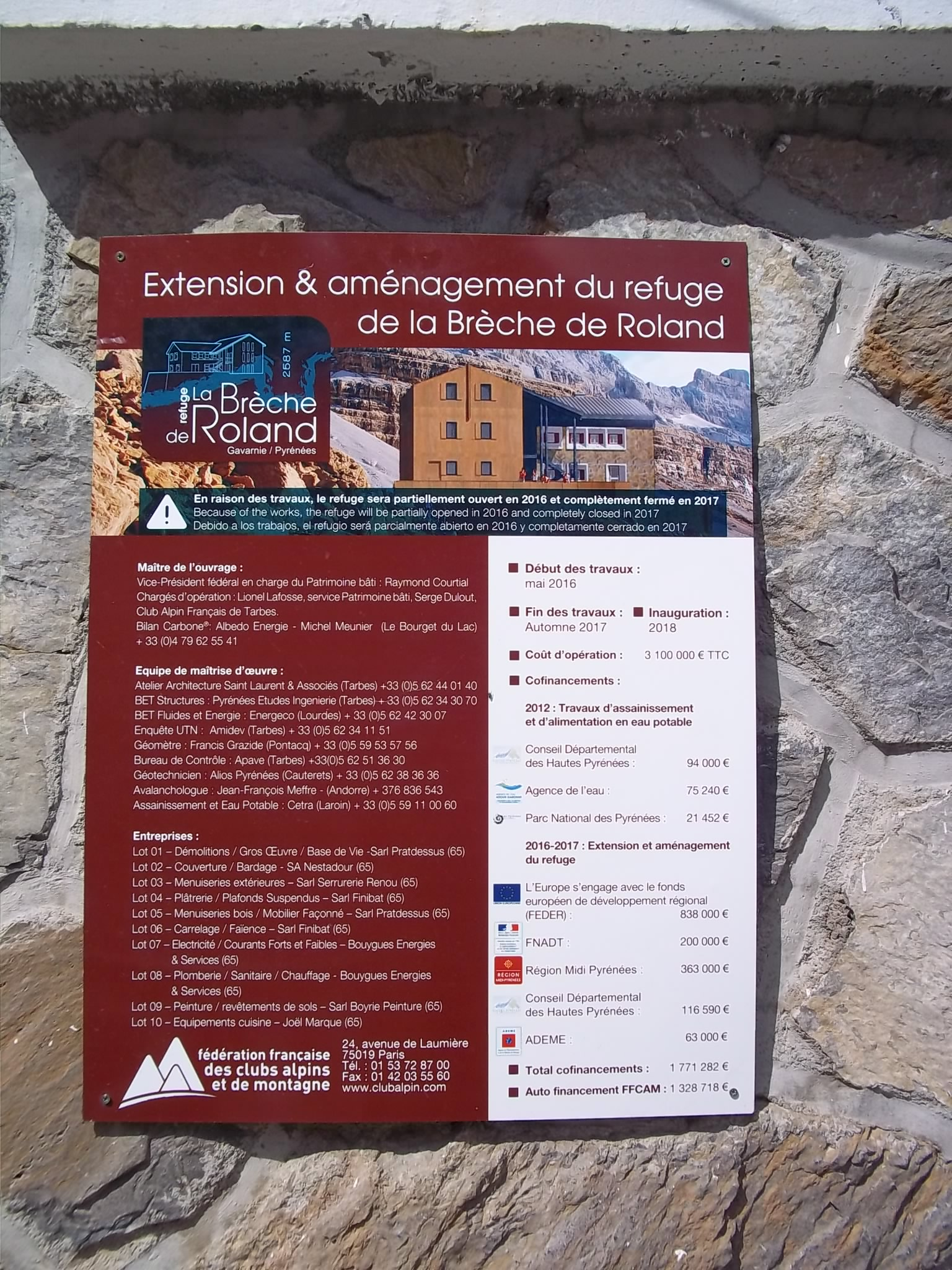
Cartell informatiu de les obres

## Accés
Al refugi s'hi pot accedir per cinc rutes diferents. Des de Bujaruelo pel port del mateix nom, des d'Ordesa travessant la bretxa de Roland, des de Gavarnia per la Vall de Pouey d'Aspé o des de l'estació d'esquí al Coll de Tentes, o seguint l'HRP que remunta les vertiginoses parets del Circ de Gavarnia.
La primera d'elles comença al mateix poble de Bujaruelo (Aragó), on pot deixar-se el cotxe en un aparcament habilitat en un prat vora el pont. A partir d'aquí s'ascendeix pel barranc de Lapazosa seguint un corriol que condueix fins al Port de Bujaruelo (2.273 m). En aquest port conflueixen també, la pista de terra que ve de l'aparcament del Coll de Tentes (2.208 m)(s'hi arriba en cotxe des de Gavarnia) i el camí que puja directament del poble de Gavarnia per la vall de Pouey D'Aspé. En aquest punt comença un corriol que progressa suaument però en pujada, flanquejant les parets nord del Taillón per enfilar-se després fins al coll de Sarradets. Des d'aquest coll s'albira ja el refugi a mà dreta i la bretxa sobre d'ell. Del refugi estant, s'aprecia el corriol que puja per la vall de Gavarnia i supera la muralla rocosa de l'olla de Gavarnia. És una ascensió força aèria i impressionant que permet arribar al refugi després de superar uns 1.100 m i escaig de desnivell. La ruta que ve de la bretxa de Rotllan, és potser la menys normal. Cal remuntar el circ de Carriata o el de Cotatuero des de l'aparcament del Prat d'Ordesa o venir del refugi de Gòriz per travessar la bretxa de Roland i descendir al refugi de Serradets.

## Ascensions
Des d'aquest refugi es poden realitzar les ascensions als coneguts Taillón (3.144 m) i Gabieto (3034m), així com al Casco de Marboré (3.006 m), la Torre de Marboré (3.009 m), l'Espatlla de Marboré (3.073 m), els Pics de la Cascada o l'immens Marboré (3.248 m)